# Indian Creek (Florida)
Indian Creek ist eine Gemeinde im Miami-Dade County im US-Bundesstaat Florida. Das U.S. Census Bureau hat bei der Volkszählung 2020 eine Einwohnerzahl von 84 ermittelt. 

## Geographie
Die Insel Indian Creek liegt in der Biscayne Bay, etwa 5 km Luftlinie nordöstlich von Miami. An den gegenüber liegenden Ufern befinden sich die Kommunen North Miami, Bay Harbor Islands, Surfside und Miami Beach. Indian Creek ist über eine Brücke mit Surfside verbunden.

## Demographische Daten
Laut der Volkszählung 2010 verteilten sich die damaligen 86 Einwohner auf 33 Haushalte. Die Bevölkerungsdichte lag bei 78,2 Einw./km². 98,8 % der Bevölkerung bezeichneten sich als Weiße und 1,2 % als Asian Americans. 27,9 % der Bevölkerung bestand aus Hispanics oder Latinos.
Im Jahr 2010 lebten in 34,6 % aller Haushalte Kinder unter 18 Jahren sowie 46,2 % aller Haushalte Personen mit mindestens 65 Jahren. 76,9 % der Haushalte waren Familienhaushalte (bestehend aus verheirateten Paaren mit oder ohne Nachkommen bzw. einem Elternteil mit Nachkomme). Die durchschnittliche Größe eines Haushalts lag bei 3,31 Personen und die durchschnittliche Familiengröße bei 3,40 Personen.
30,2 % der Bevölkerung waren jünger als 20 Jahre, 8,2 % waren 20 bis 39 Jahre alt, 33,8 % waren 40 bis 59 Jahre alt und 28,0 % waren mindestens 60 Jahre alt. Das mittlere Alter betrug 45 Jahre. 52,3 % der Bevölkerung waren männlich und 47,7 % weiblich.
Das durchschnittliche Jahreseinkommen lag bei 132.500 $, dabei lebte niemand unter der Armutsgrenze.
Im Jahr 2000 war Englisch die Muttersprache von 100 % der Bevölkerung.

## Persönlichkeiten
Neben einer Reihe reicher Persönlichkeiten besitzen auch Jared Kushner und Ivanka Trump ein Grundstück auf der Insel.